# Münchner Klaviersommer
Der Münchner Klaviersommer war ein 1981 bis 2006 bestehendes Jazz- und Klassikfestival in München und ist ein Jazzfestival, das parallel ab 1991 im Hotel Bayerischer Hof und an einigen anderen Veranstaltungsorten stattfand und sich seit 2007 Jazzsommer nennt. Die Konzerte des Klaviersommers fanden im Juli statt, ein Großteil in der Philharmonie am Gasteig, aber auch in anderen Sälen wie das Prinzregententheater, der Herkulessaal, die St.-Lukas-Kirche, das Amerikahaus, die Muffathalle u. a. Der Jazzsommer findet ebenfalls im Juli statt.

## Münchner Klaviersommer
Die Konzertreihe wurde 1981 von Friedrich Gulda initiiert mit der Idee, Jazz und Klassik zu verbinden und gegenseitig zu befruchten. Gulda selbst war nicht nur klassischer Pianist, sondern spielte auch Jazz und hatte die Idee bei einem Auftritt im Amerika-Haus 1981. Zunächst waren nur Pianisten zu Gast, später erweiterte sich das Spektrum auf alle möglichen Instrumente, Gruppen und Orchester. Gulda trat öfter in der Konzertreihe auf, häufig Jazz mit Klassik und eigenen Kompositionen mischend und im Zusammenspiel mit anderen Jazzstars.
Veranstalter war die Konzertagentur LOFT München (Karlheinz Hein und Manfred Frei).
Es gibt DVDs von vielen der Veranstaltungen (Eagle Rock, Pioneer, Deutsche Grammophon, Geneon, Sony, TDK u a.), so von Gulda und Chick Corea 1982 (The Meeting, Arthaus). Künstler wie Nicolas Economou, Mitinitiator des Festivals, Martha Argerich, Mischa Maisky, Nelson Freire, Andrei Gavrilov; im Verlauf der Jahre waren auch Ivo Pogorelich, Swjatoslaw Richter, Gerhard Oppitz, Heinrich Schiff, Burkard Schliessmann, Dmitry Sitkovetsky, Gidon Kremer und die Kremerata Baltica, Münchner Philharmoniker, Claudio Abbado mit dem Gustav-Mahler-Jugendorchester, Thomas Quasthoff, Rodion Shchedrin, Maja Michailowna Plissezkaja und viele andere berühmte Klassikstars zu Gast beim Münchner Klaviersommer. Die Aufnahmen führte über zehn Jahre Martin Wieland für den Bayerischen Rundfunk durch, der die Konzerte Live sendete.
Einige Höhepunkte der Anfangszeit waren:
- 1983  Chick Corea und McCoy Tyner
- 1984 Cecil Taylor
- 1985  James Blood Ulmer
- Konzerte von Miles Davis 1987 bis 1991, so im Gasteig 1988 mit einem Oktett (Davis, tr, keyb, Kenny Garrett, as, fl, Robert Irving III, Adam Holzman, keyb, Joseph McCreary, electric g, Benny Rietveld, double bass, Ricky Wellman, dr, Marilyn Mazur percussion), wovon auch eine DVD existiert. Miles Davis trat schon im Jahr davor mit Nonett auf.
- 1986 trat Keith Jarrett auf (Album Still Live mit Gary Peacock, Jack DeJohnette bei ECM)
- 1987 trat Herbie Hancock auf.
- 1989 traten das Modern Jazz Quartet, Herbie Hancock mit Bill Evans, Friedrich Gulda, Joe Zawinul, das Jacques Loussier Trio, Katia Labèque, John McLaughlin, George Benson begleitet von McCoy Tyner und Michael Brecker auf.[2]
- 1990 Solo-Konzert von Keith Jarrett. Außerdem das letzte Konzert von Stan Getz und Herbie Mann trat auf.
- 1991 Eliane Elias, Gonzalo Rubalcaba, das Herbie Hancock Quartet (mit Wayne Shorter, Stanley Clarke) und das Michel Camilo Quintett,

1992 George Shearing sowie Bob Berg/Chick Corea/Eddie Gomez/Steve Gadd
In weiteren Jahren traten auf:
- 1993 Lionel Hampton mit seinen Golden Men of Jazz (Clark Terry, Sweets Edison, Al Grey, Benny Golson, Junior Mance, Jimmy Woode, Panama Francis, Ingrid Jensen), das Ahmad Jamal Trio, das Joe Henderson Trio (mit Dave Holland, Al Foster), das Al-Di-Meola-Trio, Chick Corea, Herbie Hancock, Jacques Loussier mit den Münchner Symphonikern, John McLaughlin, Gilberto Gil und das Gonzalo Rubalcaba Quartet,  Burkard Schliessmann.

- 1994 ein Allstar-Abend unter Leitung von Lalo Schifrin mit James Morrison, Ray Brown, Grady Tate und dem Münchner Rundfunkorchester, das Joe Henderson Quartet und Joshua Redman Quartet (mit Brad Mehldau, Christian McBride, Brian Blade), Gonzalo Rubalcaba mit Ron Carter (Bass) und Julio Barreto, (Schlagzeug), Oscar Peterson Trio, Chick Corea, Aziza Mustafa Zadeh, Lionel Hampton mit der Staatskapelle St. Petersburg unter Leitung von Wladislaw Tschernuschenko, Claudio Abbado mit Jewgenij Kissin und dem Gustav Mahler Jugendorchester, Herbie Hancock & his New Hip Hop Jazz Band. Im Nightclub des Bayerischen Hofs waren unter anderen Tania Maria, die Yellowjackets, Ray Barretto, die Bill Evans Band, das Mike Stern Trio und das Betty Carter Trio zu hören.

- 1995 trat Friedrich Gulda mit Barbara Dennerlein auf, Gary Burton mit Milt Jackson, Wynton Marsalis mit dem Lincoln Center Jazz Orchestra. In der Philharmonie traten B. B. King, The Manhattan Transfer, Chick Corea mit John McLaughlin auf.

- 1996 waren in der Philharmonie Größen wie Oscar Peterson, The Branford Marsalis Trio und Chick Corea mit Wallace Roney, Joshua Redman, Christian McBride, Roy Haynes zu hören. In der Muffathalle traten unter anderen Gilberto Gil, Cassandra Wilson, João Bosco und Marcus Miller & Band auf. David Sanborn, Pat Metheny, Dianne Reeves, das Kenny Barron Trio, das Betty Carter Trio und Friedrich Gulda im Bayerischen Hof.

- 1997 In der Philharmonie: Michel Petrucciani mit Miroslav Vitouš und Steve Gadd, das Oscar Peterson Quartett, Chick Corea & Gary Burton, Herb Alpert & Band, und Al Jarreau, Herbie Hancock & Wayne Shorter sowie das Joe Henderson New Quintet. In der Muffathalle: Gilberto Gil, das Danilo Perez Trio und eine Hommage an Thelonious Monk. Im Bayerischen Hof unter anderen Ray Anderson, Bill Evans, Joshua Redman und Willie Colón.

- 1998 In der Philharmonie: das Oscar Peterson Quartet, das Chick Corea Sextet, Al Jarreau und Gidon Kremer mit der Kremerata Baltica, Carla Bley. In der Muffathalle: Marcus Miller & Band, Marisa Monte, Buddy Guy und Nils Petter Molvaer. Im Bayerischen Hof waren unter anderen das Albert Mangelsdorff / Wolfgang Dauner Quintett (mit Dieter Ilg, Christof Lauer, Wolfgang Haffner), Jasper van’t Hof mit Dave Friedman, Lee Konitz mit Paul Bley und Charlie Haden, Issac Delgado, Mike Stern Band, George Benson, und das Gonzalo Rubalcaba Trio.

1999 bedeutete einen Einschnitt, da sich die Stadt München kurzfristig aus Sparzwängen aus der Finanzierung zurückzog. Neben den Programmmitteln fehlte die Mietübernahme im Gasteig (Philharmonie, Carl-Orff-Saal) und in der Muffathalle und die Ausländersteuer von 40 Prozent auf die Musikergagen war für die nun privaten Veranstalter zu entrichten (bei der Stadt als Träger entfiel diese), so dass schon das Aus befürchtet wurde. Das Programm wurde gerettet als die Chefin des Bayerischen Hofs Innegrit Volkhardt kurzfristig den Festsaal des Hotels zur Verfügung stellte. Der Kulturreferent der Stadt München Julian Nida-Rümelin hatte damals als Ausgleich ab der Jahrtausendwende ein alle zwei Jahre stattfindendes Jazzfestival angekündigt, das im Jahr 2000 auch stattfand (Jazz & More 2000).
- 1999 Al Jarreau, Martial Solal, Chick Corea, Mike Mainieri, Maria João, Branford Marsalis, Benny Green, Joachim Kühn, Terry Riley.[4] Das geplante Oscar Peterson Konzert musste ausfallen wegen des Rückzugs der Stadt München.

In den folgenden Jahren waren viele Stars und Rising Stars beim Münchner Klaviersommer zu erleben: Maria João, Terry Riley, Steps Ahead, Branford Marsalis, Michel Camilo, Benny Green, Bill Frisell, das Kenny Barron Trio, Ray Brown, The Brecker Brothers, Robert Cray, das Ahmad Jamal Trio, Otis Taylor, Miriam Makeba, Christof Lauer, Jens Thomas, Markus Stockhausen, Max Grosch, Johannes Enders, das Max Frankl Quintett, Chris Potter, McCoy Tyner, Dave Holland mit Big Band, neben wiederkehrenden Größen wie Al Jarreau, Herbie Hancock, Chick Corea, Bobby McFerrin, Gary Burton, Al di Meola, Wynton Marsalis, Larry Carlton oder Scott Henderson.
2006 fand das Festival das letzte Mal statt. Den Schlusspunkt setzte Chick Corea zusammen mit seiner Band und der Bayerischen Kammerphilharmonie in der Philharmonie am Gasteig mit Chick Coreas eigener Komposition „Continents“.

## Jazzsommer im Hotel Bayerischer Hof
Seit 1991 hatte das Hotel Bayerischer Hof mit Zustimmung von LOFT parallel zu den Konzerten des Münchner Klaviersommers in seinem Nightclub und dem Festsaal zusätzlich „Night Concerts“ organisiert, wobei der Festsaal maximal 1600 bis 2000 Zuhörer fasst. Bis 2006 fanden diese unter dem Label Münchner Klaviersommer statt. Seit 2007 findet diese Konzertreihe unter dem Titel „Jazzsommer“ eine Fortsetzung. Ein Schwerpunkt ist auch immer wieder auch Weltmusik und lateinamerikanische Musik, häufig in den Partys zu Auftakt und Ende, gelegentlich auch Blues-Konzerte. Außerdem gibt es Fotoausstellungen und Filmvorführungen zum Thema Musik. Auch außerhalb des Festivals finden regelmäßig Jazzkonzerte im Night Club des Hotels statt.
Die Veranstaltungen werden von Ausstellungen und Filmen begleitet und es tritt seit 2008 auch regelmäßig eine Band Münchner Jazzkritiker auf (geleitet von Wolfgang Schmid). Musikern wird Gelegenheit gegeben, hier umgekehrt die Kritiker zu beurteilen. Der zweite Preisträger des Kurt Maas Jazzpreises der Münchner Musikhochschule, der seit 2013 alle zwei Jahre vergeben wird, wird zu einem Konzertauftritt eingeladen.
Dort traten z. B. auf:
- 2000.[7] The Manhattan Transfer (mit Satchmo-Programm), James Carter New Quintet, Ray Brown Trio, Larry Fuller, Kenny Barron, Kenny Werner, Omar Sosa.

- 2001[8] Melvin Taylor & The Slack Band und Robert Cray Band (Blues Evening), Orchester N. G. La Banda und Oscar D'Leon, Ahmad Jamal Trio, Freddy Cole Trio, Paul Bley Trio, Bill Frisell Quartet, Mino Cinelu Trio, Joe Zawinul Syndicate mit Maria João, Cyrus Chestnut Trio, Brecker Brothers Quintett, Kenny Barron, John McLaughlin (Remember Shakti).

- 2007 Mike Mainieri und Steps Ahead, Larry Carlton und Robben Ford, John Medeski und John Scofield, Holly Cole, Wallace Roney Sextet, Incognito von Jean-Paul Maunick, Walter „Wolfman“ Washington & The Roadmasters,

- 2008 Jobim Trio feat. Rodrigo Villa, Still Black, Still Proud: African Tribute to James Brown (mit Pee Wee Ellis, Cheikh Lô, Fred Wesley u. a.), Brooklyn Funk Essentials, Joe Louis Walker, John Lee Hooker Jr., Steve Coleman & Five Elements und Opus Akoben, Ivan Lins

- 2009 Larry Coryell/Alphonse Mouzon/Joey DeFrancesco, Us3, David Sanborn Quintett, Ronnie Baker Brooks, Oscar Hernandéz mit dem Spanish Harlem Orchestra, Roy Ayers

- 2010 Mike Mainieri und Steps Ahead, Larry Carlton, Robben Ford, John Medeski und John Scofield, Holly Cole, Wallace Roney Sextet, Incognito, Walter „Wolfman“ Washington and the Roadmasters

- 2011: Al Jarreau, Soulbop Band von Randy Brecker und Bill Evans (mit Medeski-Martin-Wood-Trio), Ivan Lins, Jane Monheit, Tuck & Patti, Osibisa, Rubén Blades mit Jimmy Bosch und dem Roberto Delgado Orchester, Ivan Neville mit Dumpstaphunk.

- 2012: Gilberto Gil, das New Dave Holland Quartet, Marc Ribot, Zakir Hussain, Alfredo de la Fé, Ana Karina Rossi, die Mike Stern Band (mit Dave Weckl, Chris Minh Doky, Bob Franceschini), Ginger Baker (mit Pee Wee Ellis, Alec Dankworth, Abbas Dodoo)[9]

- 2013: Brecker Brothers Band Reunion, Hugh Masekela, Fresko mit Martin Seitz, Bob James/David Sanborn (mit Steve Gadd), die Bluenote-Hardbop-Allstar-Band The Cookers (mit Billy Harper, Eddie Henderson, Donald Harrison, Cecil McBee, George Cables, Billy Hart, David Weiss), Mike Stern/Victor Wooten, die New York Salsa All Stars mit José Alberto „El Canario“, Butterscotch.

- 2014: Al Di Meola, Maria João, Oscar D’León, Marialy Pacheco, Arto Lindsay mit Sextett (u. a. Marc Ribot), Meshell Ndegeocello, Anthony Joseph

- 2015: Al Jarreau, Guillaume Perret und The Electric Epic, Ester Rada, Tony Allen, das New Standards Trio (Jamie Saft, Steve Swallow, Bobby Previte), Hamilton de Holanda Trio feat. Diogo Nogueira (Bossa Negra), Tania Maria Viva Brazil Quartet, und der Preisträger des „Kurt Maas Jazz Awards“ Lukas Häfner (Gitarre).

- 2016 Marcus Miller (Afrodeezia Tour), Robben Ford Band, Nils Petter Molvaer Group,  Enrico Rava New Quartet, Volcan Trio feat. Gonzalo Rubalcaba, Horacia Hernandez und Armando Gola, Kenny Barron Trio, Brooklyn Funk Essentials, Maïa Barouh

- 2017 Bob Geldof and the Bokatz,  Mike Stern/Randy Brecker Band feat. Lenny White und Teymur Phell, Roy Hargrove Quintet, Arto Lindsay Band, Dominic Miller Band, Gato Preto, der Preisträger des Kurt Maas Preises Zhitong Xu (Schlagzeug).

- 2018 Nik West, Lucky Peterson & The Organization feat. Tamara Tramell, Incognito von Jean-Paul Maunick, Bill Frisell, Manou Gallo, Stanley Clarke Band, João Bosco Quartet